# Rosmersholm

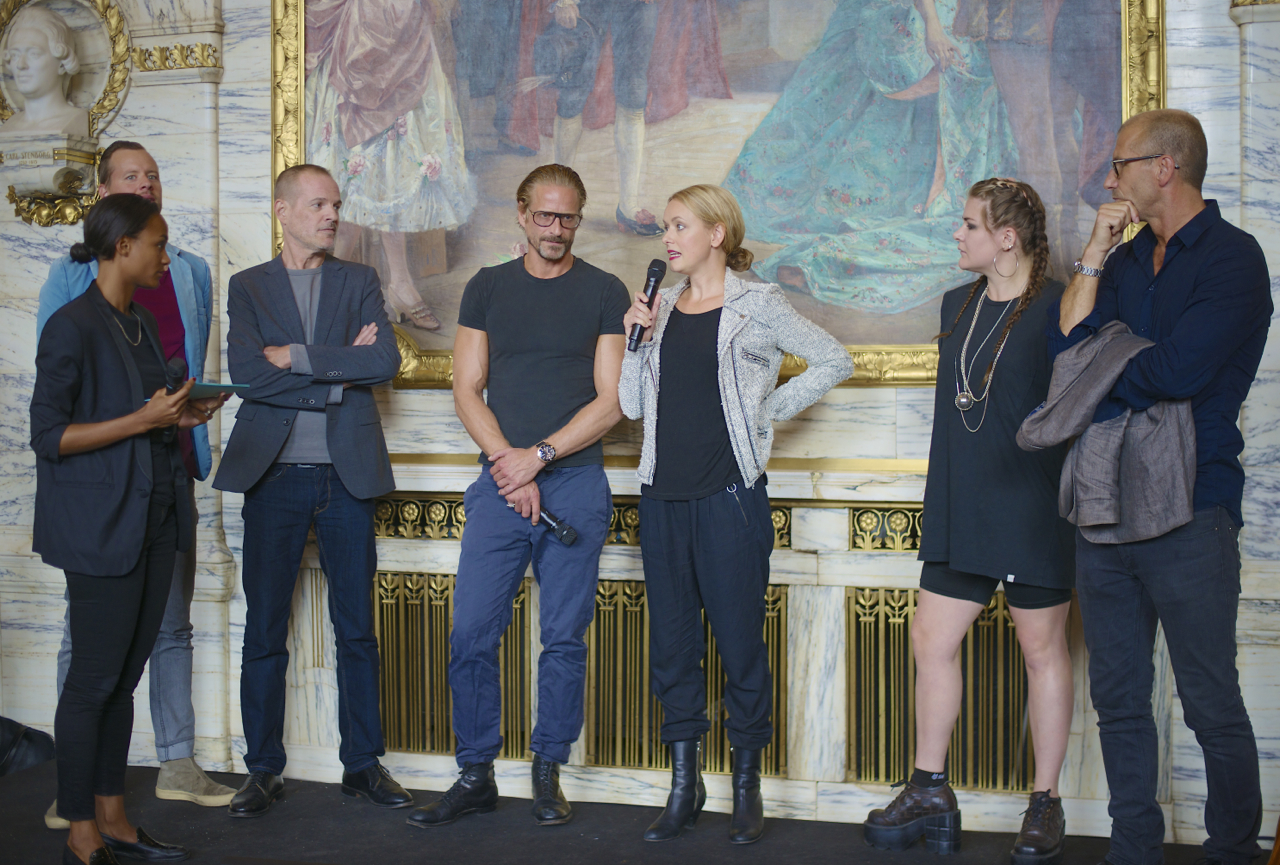
Rosmersholm-ensemblen under Dramatens höstsamling 2014. Från vänster (mot väggen): Jon Karlsson, Jacob Ericksson, Jonas Malmsjö, Livia Millhagen, Emma Broomé och Stefan Larsson. Med mikrofon till vänster i blått: Nanna Blondell.

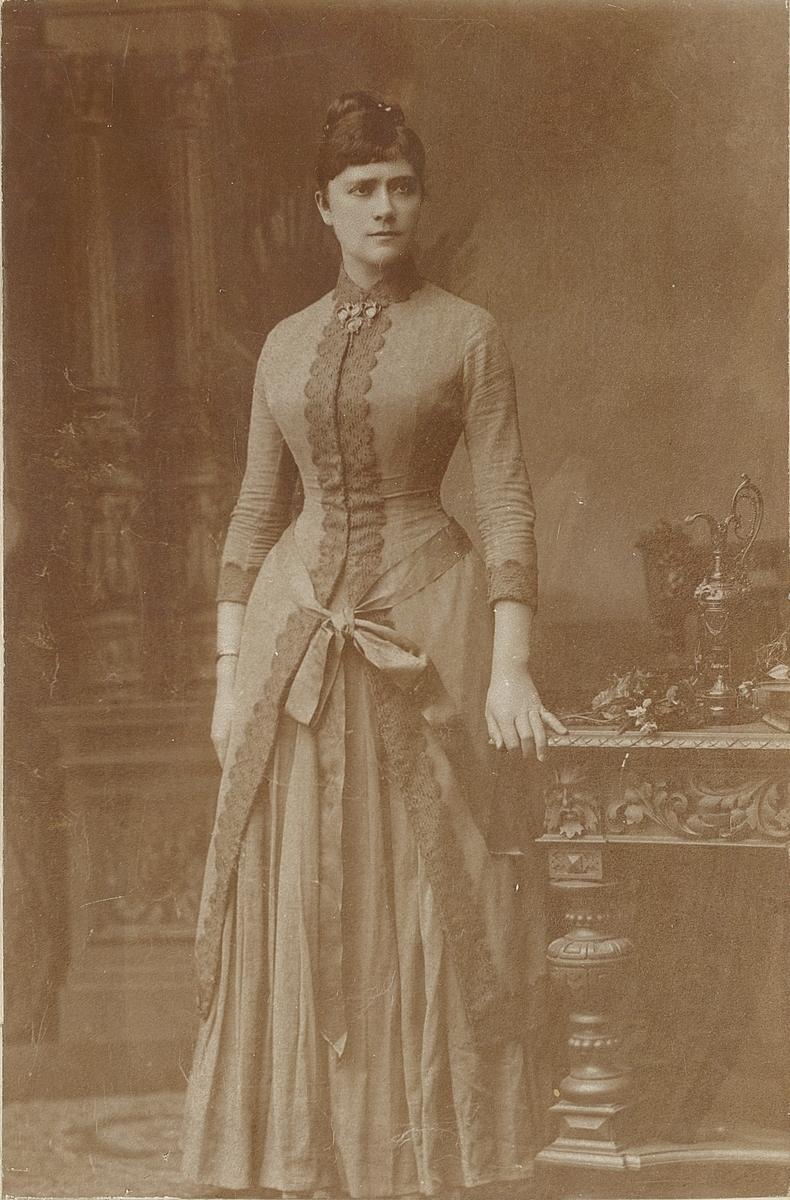
Sophie Reimers som Rebecca West på Christiania Theater (1887).

Rosmersholm är ett drama av Henrik Ibsen, utgivet 1886 och uruppfört på Den Nationale Scene i januari 1887.
Handlingen äger rum på den gamla släktegendomen Rosmersholm omedelbart efter det politiska systemskiftet 1884 och är på många vis präglad av det. Huvudpersonerna är den idealistiska men handlingssvaga Johannes Rosmer och den frejdiga och livstörstiga Rebecca West. Centralt i stycket står de själsliga brytningar och de djupgående förvandlingar de båda var och en på sitt sätt genomgår på grund av den ömsesidiga påverkan deras samliv får på dem.